# Regarde les hommes tomber
Regarde les hommes tomber is een Franse misdaadfilm uit 1994 onder regie van Jacques Audiard.

## Verhaal
Simon is een vertegenwoordiger van middelbare leeftijd. Als zijn vriend Mickey wordt doodgeschoten, gaat hij op zoek naar de daders. De moordenaars van Mickey blijken een gokverslaafde en een jongeman met mentale problemen te zijn.

## Rolverdeling
| Acteur                 | Personage        |
| ---------------------- | ---------------- |
| Jean-Louis Trintignant | Max              |
| Jean Yanne             | Simon            |
| Mathieu Kassovitz      | Johnny           |
| Bulle Ogier            | Louise           |
| Christine Pascal       | Sandrine         |
| Yvon Back              | Mickey           |
| Yves Verhoeven         | Homoseksueel     |
| Marc Citti             | Informant        |
| Roger Mollien          | Marlon           |
| Pierre Guillemin       | Mijnheer Vernoux |
| Philippe du Janerand   | Merlin           |
| Rywka Wajsbrot         | Mevrouw Rajenski |
| Blats                  | Donata           |
| Laurence Bienvenu      | Verpleegster     |
| François Toumarkine    | Handlanger       |